# Назаренко Андрій Олегович
Андрі́й Оле́гович Наза́ренко — лейтенант Збройних сил України, учасник російсько-української війни.

## Короткий життєпис
Аспірант, молодший науковий співробітник відділу діагностики і оптимізації в енергетиці Інституту технічної теплофізики НАН України. Захистив дисертацію «Автоматизовані системи керування теплоспоживанням з сонячними колекторами».
З березня 2014-го захищає державу в зоні проведення бойових дій. У липні 2014-го йому присвоєно військове звання лейтенант. За успішне виконання бойових завдань нагороджено відзнакою «Гвардія» та двома грамотами.
Під час проходження військової служби проводить випробування в польових умовах печей, розроблених співробітниками Інституту технічної теплофізики.
Після демобілізації в квітні 2016-го захистив роботу «Система керування теплоспоживанням будівель з комбінованим теплопостачанням і використанням сонячної енергії».
Станом на квітень 2017-го — старший науковий співробітник.

## Нагороди
За особисту мужність і героїзм, виявлені у захисті державного суверенітету та територіальної цілісності України, вірність військовій присязі під час російсько-української війни
- нагороджений орденом «За мужність» III ступеня (28.1.2015).